# Nowa Łąka-Żydy
Nowa Łąka-Żydy – wschodnia część miasta Wolbrom w województwie małopolskim, w powiecie olkuskim, w gminie Wolbrom.
Rozpościera się w wzdłuż ulicy 20 Straconych na wschód od centrum miasta.

## Historia
Nowa Łąka-Żydy (alt. Nowa Łąka-Żydzi) to część dawnego majoratu Nowa Łąka. W latach 1867–1870 należała do gminy Poręba Dzierżna w powiecie olkuskim w guberni kieleckiej. 13 stycznia 1870 weszła w skład nowej gminy Wolbrom w tymże powiecie, utworzonej ze zniesionego miasta Wolbromia oraz sąsiednich wsi z gmin Złożeniec i Poręba Dzierżna.
W okresie międzywojennym należała do powiatu olkuskiego w woj. kieleckim. 19 maja 1930 Wolbrom odzyskał status miasta, w związku z czym powiększono jego obszar o sąsiednie miejscowości, w tym Nową Łąkę-Żydy.
1 stycznia 1973 do Wolbromia włączono jeszcze należacy do wsi Zabagnie majorat "Nowa Łąka" (7,04 ha), ograniczony przedłużeniem linii prostej w kierunku południowym dotychczasowej granicy miasta Olkusza do przecięcia się z istniejącą granicą w obrębie Majoratu "Nowa Łąka".